# Lukas Schröck

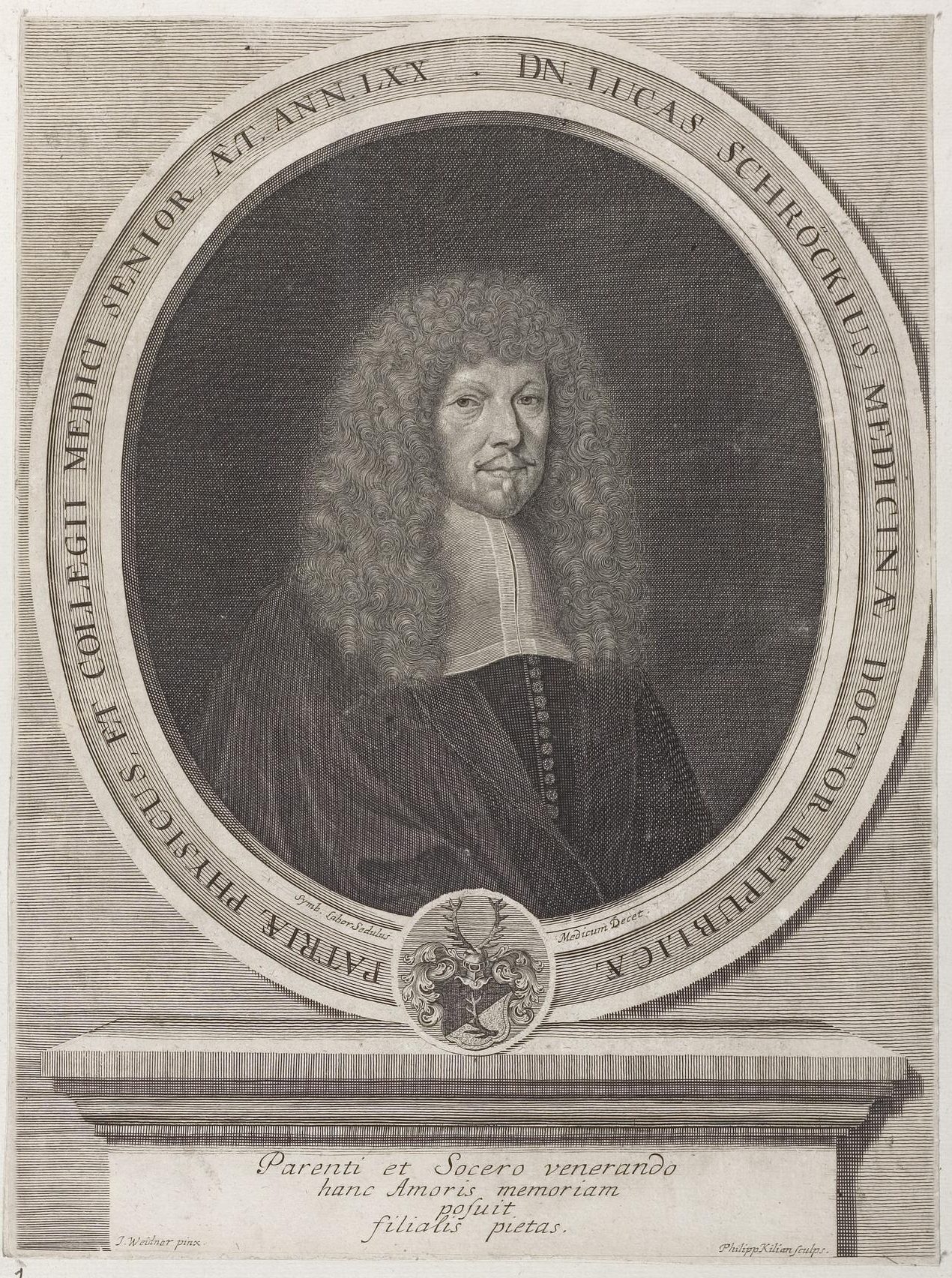
Lukas Schröck

Lukas Schröck (* 20. September 1646 in Augsburg; † 3. Januar 1730 ebenda) war ein deutscher Mediziner und Naturforscher.

## Leben
Schröck studierte an der Universität Jena Medizin und erwarb in diesem Fach auch das Lizentiat. Anschließend unternahm er die zu dieser Zeit noch übliche Grand Tour durch Deutschland und Italien.
Nach seiner Rückkehr studierte er weiter und promovierte 1671 mit seiner Dissertation De moscho. Noch im selben Jahr ließ sich Schröck in Augsburg als praktischer Arzt nieder. Wenig später berief ihn der Rat der Stadt zum medicus des städtischen Hospitals. Im August 1677 wurde Schröck als Mitglied in die Leopoldina (Deutsche Akademie der Naturforscher) aufgenommen.
Ab 1685 fungierte er dort als Herausgeber der Zeitschrift Ephemeriden und 1693 wählte ihn die Gesellschaft zu ihrem Präsidenten. Er wurde damit der Nachfolger von Johann Georg Volckamer und wählte sich als Gesellschaftsnamen Celsus I. 1687 wurde Schröck zum kaiserlichen Leibarzt berufen und durch die Erhebung in den Adelsstand hoffähig gemacht. Ab 1712 war Schröck auch als „Erster Stadtphysikus“ in Augsburg tätig.

## Werke
- De moscho (1671)
- Pharmacopoea Augustana restituta (1673)